# Lepidozona formosa
Lepidozona formosa är en blötdjursart som beskrevs av Ferreira 1974. Lepidozona formosa ingår i släktet Lepidozona och familjen Ischnochitonidae.
Artens utbredningsområde är Californiaviken. Inga underarter finns listade i Catalogue of Life.